# 朱舜年
朱舜年（？—？），號石雲，忠義後衛軍籍直隸大名府濬縣人，明朝政治人物。

## 家族
曾祖朱鉴，贈户部主事。祖父朱天俸，隆庆进士，官至山西按察司副使、兵备岢岚。父朱应毂，万历进士，云南道御史。

## 生平
万历三十七年（1609年）己酉科順天乡试舉人，四十四年（1616年）丙辰科进士，吏部觀政，初任山东滕县知县，天啓二年考察，三年補山西襄垣县，劉念升刑部江西司郎中，崇祯元年考察，以病告归。

## 引用
1. ↑  《萬曆四十四年丙辰科進士序齒録》
2. ↑  《萬曆四十四年丙辰科進士履歷》：朱舜年，石雲，書一房，丁酉五月初二日生。濬县人，己酉六十，会一百七十七，三甲九十四名。吏部政，授滕县知县，壬戌考察，癸亥補襄垣县，丙寅升刑部江西司主事，戊辰考察。

| 官衔          | 官衔                               | 官衔                   |
| ------------- | ---------------------------------- | ---------------------- |
| 前任： 王在臺 | 明朝滕县知县 萬曆四十四年-天啓二年 | 繼任： 姬文胤 華州舉人 |